# Rejowiec (gemeente)
De gemeente Rejowiec is een stad- en landgemeente in het Poolse woiwodschap Lublin, in powiat Chełmski.
De zetel van de gemeente is in Rejowiec.
Op 30 juni 2004 telde de gemeente 6763 inwoners.

## Oppervlakte gegevens
In 2002 bedroeg de totale oppervlakte van gemeente Rejowiec 106,25 km², waarvan:
- agrarisch gebied: 63%
- bossen: 24%

De gemeente beslaat 9,34% van de totale oppervlakte van de powiat.

## Demografie
Stand op 30 juni 2004:
| Omschrijving                   | Totaal | Totaal | Vrouwen | Vrouwen | Mannen | Mannen |
| ------------------------------ | ------ | ------ | ------- | ------- | ------ | ------ |
| eenheid                        | aantal | %      | aantal  | %       | aantal | %      |
| inwoners                       | 6763   | 100    | 3446    | 51      | 3317   | 49     |
| bevolkingsdichtheid (inw./km²) | 63,7   | 63,7   | 32,4    | 32,4    | 31,2   | 31,2   |

In 2002 bedroeg het gemiddelde inkomen per inwoner 1259,32 zł.

## Plaatsen
Adamów, Aleksandria Krzywowolska, Aleksandria Niedziałowska, Bańkowszczyzna, Bieniów, Czechów Kąt, Elżbiecin, Hruszów, Kobyle, Leonów, Marynin, Marysin, Niedziałowice Drugie, Niedziałowice Pierwsze, Niemirów, Rejowiec, Rybie, Siedliszczki, Stary Majdan, Wereszcze Duże, Wereszcze Małe, Wólka Rejowiecka, Zagrody, Zawadówka, Zyngierówka.

## Aangrenzende gemeenten
Chełm, Krasnystaw, Łopiennik Górny, Rejowiec Fabryczny, Rejowiec Fabryczny, Siennica Różana